# Symfonie nr. 6 (Silvestrov)
Valentin Silvestrov componeerde zijn Symfonie nr. 6 voor orkest in 1994/1995. Het is opgedragen aan Virko Baley; zijn biograaf.

## Geschiedenis
Silvestrov componeert de laatste jaren in de traditie van de post-romantiek. Dit komt voort uit zijn liefde voor zangcomposities; Silvestrov laat daarbij steeds vaker de zang weg, zodat er eigenlijk een pure begeleiding tot hoofdmelodie wordt gepromoveerd. De melodieën zijn echter zo geconstrueerd dat je de zang niet mist.

## Compositie
Deze symfonie van ongeveer 54 minuten is van een uitzonderlijke traagheid. Hier past geen gezongen lied meer bij; de stem had het niet kunnen volhouden. De vijf delen zijn:
- Andantino – vivace – allegretto (attacca);
- Allegro moderato – Commodo (attacca);
- Andantino – Animato – Adagio – Moderato – Andante (attacca);
- Intermezzo Larghetto (attacca);
- Vivace con moto.

De symfonie (deel 1) begint met lange golfachtige klanken die na een korte crescendo snel weer in decrescendo wegsterven. De eersten worden gespeeld door alle laagklinkende muziekinstrumenten van het orkest; tuba’s, cello’s, contrabassen. Ook de tamtam doet mee. De golven worden naargelang de tijd steeds minder heftig. Tussen die golfbeweging zitten talloze arpeggios. Normaal zijn dat snelle opgaande klanken van een instrument, dat doet denken aan het snelle tokkelen aan een harp (waar de term ook vandaan komt). In deze symfonie is het tempo uit de arpeggios gehaald en klinken ze als grote luchtbellen die door water omhoog komen. Deel (2) zet deze beweging door, maar is minder heftig. Alhoewel ook hier de term attacca wordt gebruikt, zijn de bewegingen meer geleidelijk.
In deel (3) wordt het nog geleidelijker; er treedt voor het eerst een soort melodie op. Dit deel doet denken aan het adagietto van de 5e symfonie van Gustav Mahler. Ook de veel lichtere muziek van b.v. Wolfgang Amadeus Mozart komt in de gedachten op, maar de zwierigheid is eruit gehaald; het tempo is zo langzaam en het lijkt er daardoor op of het in slow motion gespeeld wordt. Overgangen naar andere akkoorden gaan traag. Deel (4) is het lichtste deel, te vergelijken met een scherzo uit een klassieke symfonie. De golfbewegingen komen langzaam terug. In deel (5) keert het stuk terug naar het begin.
Alhoewel als tempoaanduidingen vivace en allegro voorgeschreven zijn, is dat voor luisteraars niet terug te vinden. Alles vindt plaats onder grote traagheid; de soms massief zware akkoorden zwellen aan; enige lichtheid is er feitelijk niet.

## Proust
In de bijlage van de uitgave (zie discografie) wordt de symfonie vergeleken met het beroemdste werk van Marcel Proust: À la recherche du temps perdu. Een citaat: Et tout d’un coup le souvenir m’est apparu (Nederlands: En ineens waren daar alle herinneringen). Bij beluistering kan je denken aan een sombere dag, waarbij een kleine gebeurtenis allerlei herinneringen vrijmaakt (zie het artikel over Proust). De herinneringen komen ineens hevig op en zakken daarna langzaam weg; ze worden na verloop van tijd steeds wat vriendelijker van aard. Uiteindelijk kom je in een soort droomwereld terecht waarin alles haast stil staat, mijmering is het enige wat overblijft. Zo klinkt dan deze symfonie.

## Première
De eerste uitvoering vond plaats op 16 augustus 2002 Het Symfonie Orkest van de Tsjaikovski Academie voor Muziek van Kiev; o.l.v. Roman Kofman.

## Bron en discografie
- Uitgave ECM Records; SWR Stuttgart Radio Symfonie Orkest onder leiding van Andrej Borejko.